# Aegyo
Aegyo (em coreano: hangul: 애교; hanja: 愛嬌) é um termo que significa "exibição de tons de voz doces e expressões faciais e gestos muito delicados". O aegyo literalmente significa "comportar-se de uma maneira graciosa" e é comum que ídolos de K-pop o façam, seja homem ou mulher. No entanto, essa cultura não é considerada rara entre outros povos, já que é comumente usada como uma expressão de afeto entre amigos e entes queridos. A palavra pode ser traduzida como "ternura" em inglês e pode ser comparada com o conceito japonês de kawaii ou ainda para o equivalente japonês, aikyou(em kanji: 愛嬌; em hiragana: あいきょう).

## Antecedentes
O aegyo tem um papel muito importante na cultura popular sul-coreana atual, sobretudo nos grupos musicais de pop femininos. A voz em alta registrada popular nos grupos femininos da Coreia são dominantes desde o primeira girl group de sucesso do K-pop, S.E.S., estreado em 1997. Deste então, o estilo cresceu muito em popularidade. Um famoso exemplo de aegyo é a canção "Gee" do Girls' Generation. Diversos outros grupos femininos utilizaram este conceito, como G-Friend, April e Apink. Mesmo que seja mais comum entre girl groups, os grupos masculinos muitas vezes fazem o aegyo como parte de seu fan service. O maknae do grupo é quase sempre o membro eleito para fazer esse gesto. Vários ídolos fizeram aegyo com a música Gwiyomi, tendo suas ações popularizadas pelo rapper sul-coreano Ilhoon.
O aegyo afeta não apenas a cultura popular, mas também as mulheres jovens sul-coreanas no geral, especialmente no que diz respeito às relações românticas. O uso de gestos delicados com as mãos e suas belas expressões são utilizados em fotos, frequentemente se observa esses comportamentos em muitas mulheres jovens na Coreia.